# AquaRijn
AquaRijn is een zwembad in de Nederlandse gemeente Alphen aan den Rijn. Het bad is vooral bedoeld voor verenigingen en zwemlessen. Het wordt beheerd door De Thermen2. In het gebouw is/zijn ook een buurthuis en kinderopvangorganisatie gevestigd. Er is één bad van 25 x 35 meter en is een tribune met 400 plaatsen. Het zwembad is op 16 mei 2012 officieel geopend. Vroeger stond er op deze locatie zwembad de Thermen. Deze is in 2007 afgebrand.

## Naam
De gemeente heeft de inwoners gevraagd om een naam te bedenken voor het zwembad. De jury heeft besloten dat de naam AquaRijn moet zijn. Veel gebouwen in Alphen aan den Rijn hebben ook een Romeinse naam, zoals theater Castellum en de Limeshal.